# Cortiços (Macedo de Cavaleiros)
Cortiços é uma povoação portuguesa sede da Freguesia de Cortiços do Município de Macedo de Cavaleiros, freguesia com 24,72 km² de área e 237 habitantes (censo de 2021), tendo, por isso, uma densidade populacional de 9,6 hab./km².

## História
Cortiços foi vila e sede de concelho até meados do século XIX. Este era constituído pelas freguesias de Cortiços, Romeu e Cernadela e tinha, em 1801, 652 habitantes. Após as reformas administrativas do início do liberalismo, o município passou a incluir também as freguesias de Amendoeira, Pinhovelo e Gradíssimo, Bornes de Monte Mel, Burga, Carrapatas, Corujas, Grijó, Lamas de Podence, Macedo de Cavaleiros, Sezulfe, Vale Benfeito, Vale de Prados, Caravelas e Vale de Asnes. Tinha, em 1849, 5193 habitantes.

## Demografia
A população registada nos censos foi:
| Distribuição da População por Grupos Etários | Distribuição da População por Grupos Etários | Distribuição da População por Grupos Etários | Distribuição da População por Grupos Etários | Distribuição da População por Grupos Etários |
| -------------------------------------------- | -------------------------------------------- | -------------------------------------------- | -------------------------------------------- | -------------------------------------------- |
| Ano                                          | 0-14 Anos                                    | 15-24 Anos                                   | 25-64 Anos                                   | > 65 Anos                                    |
| 2001                                         | 47                                           | 53                                           | 176                                          | 141                                          |
| 2011                                         | 23                                           | 24                                           | 135                                          | 114                                          |
| 2021                                         | 9                                            | 16                                           | 96                                           | 116                                          |

## Património
- Igreja Paroquial de Cortiços
- Capela da Cernadela
- Solar Lemos Costa e Solar da Família Sarmento

## Pontos de interesse
- Núcleo Museológico do Azeite

## Transporte ferroviário
A freguesia dos Cortiços é atravessada pela Linha do Tua, possuindo uma estação (Cortiços) ao quilómetro 74 desta via-férrea.
O serviço ferroviário no troço Mirandela - Macedo de Cavaleiros, no qual se inclui a estação de Cortiços, foi suspenso a 15 de dezembro de 1991 devido às condições da via, nomeadamente na denominada "Rampa do Quadraçal", subida de 7 km entre as estações de Romeu e de Cortiços.
Com o advento da "Noite do Roubo", a 14 de outubro de 1992, nenhum comboio voltou a servir Cortiços até aos nossos dias.